# 大庄地区
大庄地区（おおしょう ちく）は、兵庫県尼崎市の南西部、旧武庫郡大庄村に属する地区の名称である。西立花町、武庫川町、道意町、崇徳院、蓬川町、浜田町、大庄北、大島、大庄中通、大庄西町、稲葉元町、稲葉荘、中浜町、元浜町などが含まれる。

## 概要
江戸時代には尼崎藩領に含まれ、今北、西大島、東大島、浜田、東新田、西新田、道意新田、中浜新田、又兵衛新田の9村に分かれていた。明治に入ると、9村は西新田組戸長役場の管轄地域とされ、1889年の町村制成立とともに「大庄村」となった。1942年に大庄村は尼崎市と合併した。

## 地理

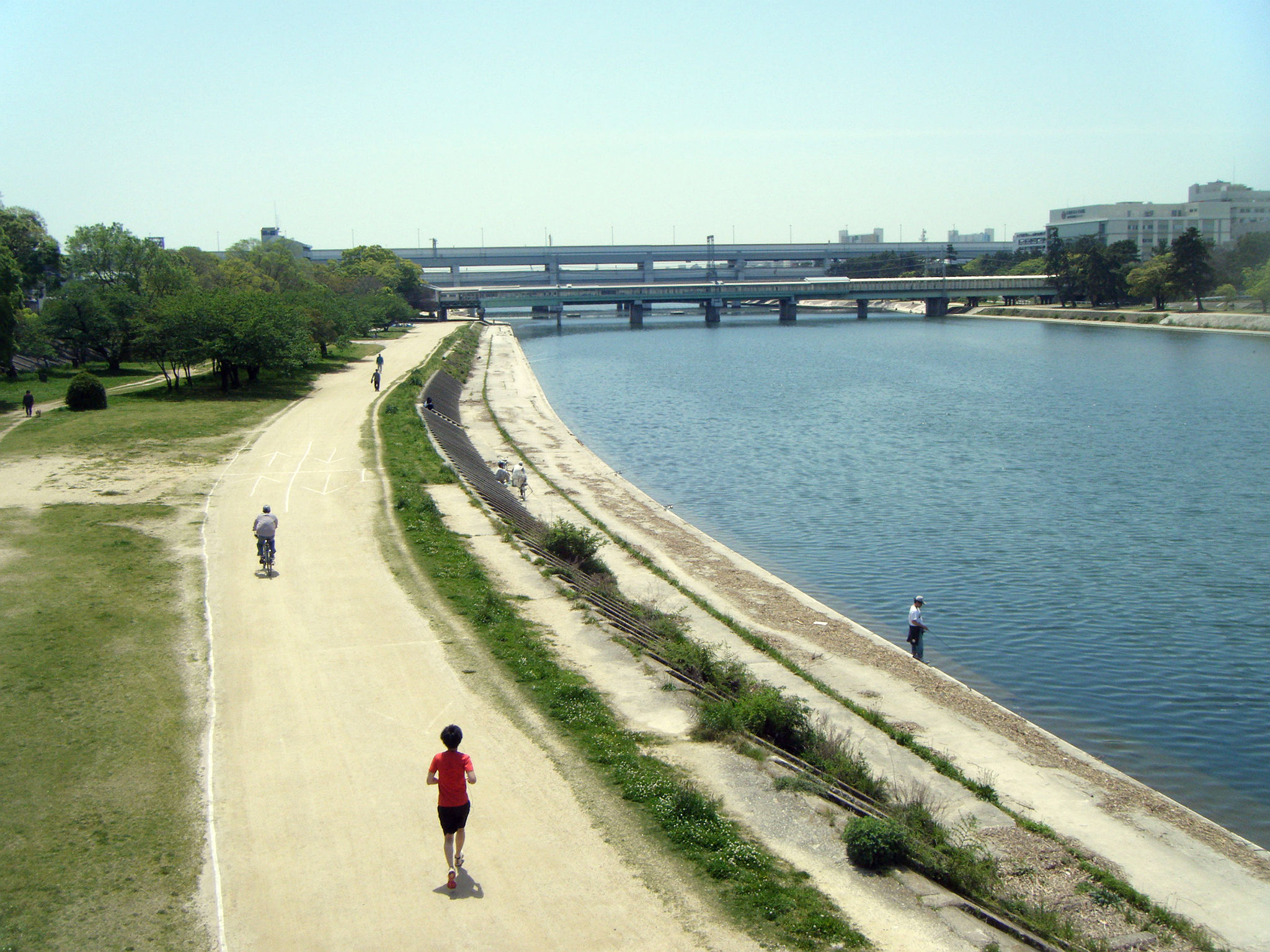
武庫川　旧国道より阪神本線を望む。

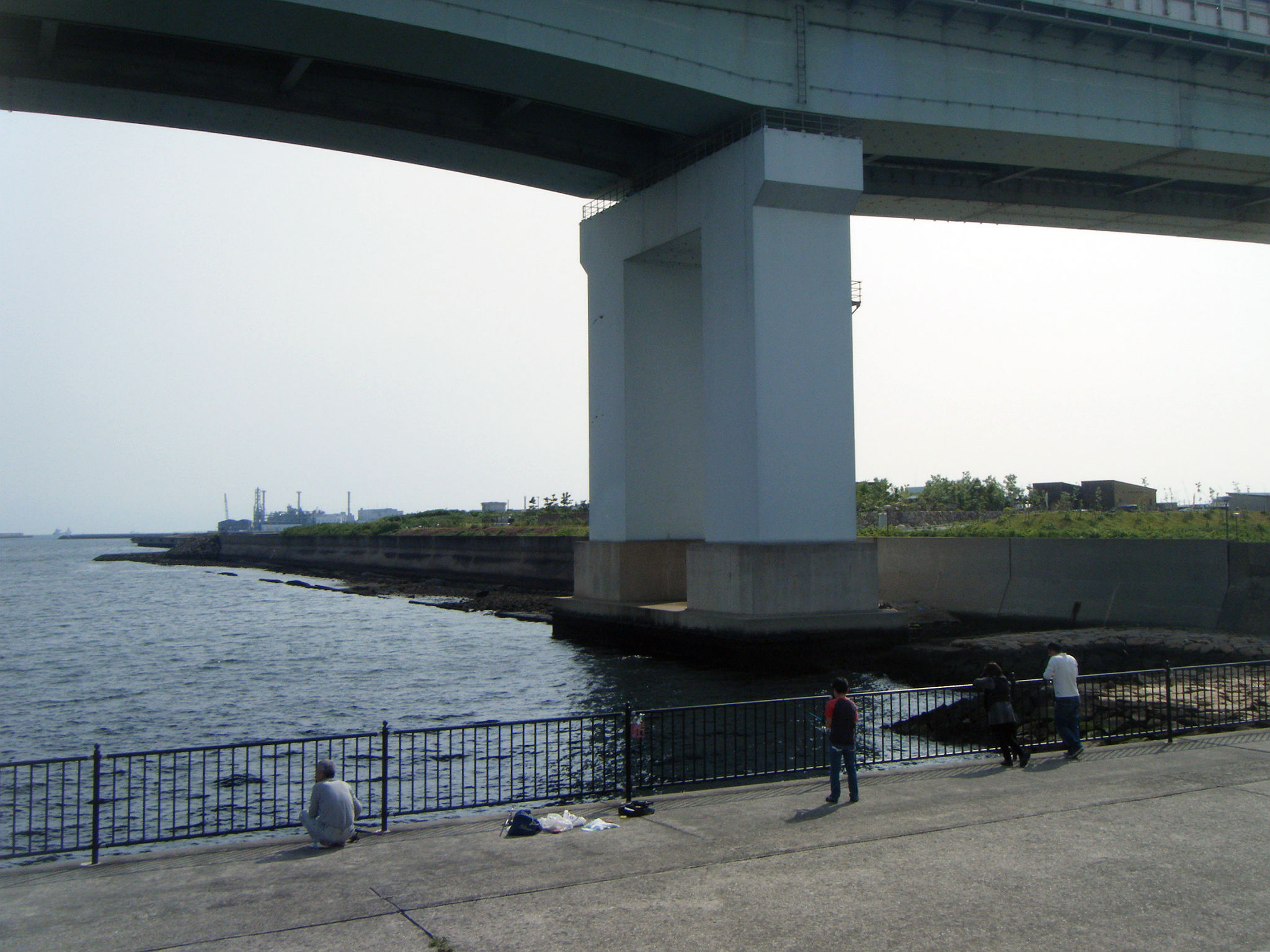
臨海部　上に阪神高速湾岸線、右手に尼崎の森中央緑地

前述の通り市内の西南部に位置し、内陸部は西側が武庫川、東側は蓬川に挟まれ、南側は大阪湾に面した埋立地となっている。
全域がほぼ平地となっているが、臨海部においては工場の地下水汲み上げによる地盤沈下が原因で、海面よりも低いゼロメートル地帯となったため、防潮堤と閘門（尼崎閘門）による浸水対策が取られている。また防潮堤建設以降に埋め立てられた地域では、地盤が他より高くなっている場所もある。

### 河川
- 武庫川
- 蓬川
- 北堀運河、南堀運河、西堀運河、中掘運河

### 町名
| - 稲葉荘 - 稲葉元町 - 扇町 - 大島 - 大庄川田町 - 大庄北 - 大庄中通 | - 大庄西町 - 大高洲町 - 大浜町 - 琴浦町 - 水明町 - 末広町 - 崇徳院 | - 鶴町 - 道意町 - 中浜町 - 菜切山町 - 西立花町 - 浜田町 - 平左衛門町 | - 丸島町 - 武庫川町 - 元浜町 - 蓬川町 |

## 交通

### 鉄道
- 阪神本線武庫川駅・尼崎センタープール前駅
  - かつては国道2号上に阪神国道線（路面電車）があった。同線車両基地の浜田車庫も当地区内であった。
- なお、当地区の北端部をJR西日本東海道本線（JR神戸線）が通るが駅はない。最寄は立花駅となる。
- 未成線として宝塚尼崎電気鉄道がある。路盤跡は現在の県道42号（尼宝線）にあたる。

### バス
- 阪神バス（阪神線）[注 3]
  - 尼崎西宮線、尼崎杭瀬甲子園線、杭瀬宝塚・尼崎宝塚線、甲子園宝塚線の尼崎浜田車庫〜武庫大橋および労災病院前の各停留所。主に杭瀬・阪神尼崎から国道2号上（西は甲子園・西宮・芦屋）と西大島から北ヘ分岐し宝塚方面へ向かう尼宝線上を走行。また、阪神出屋敷から尼崎スポーツの森までの路線も大庄地区を走行。なお、阪神バス本社を併設する尼崎営業所（浜田車庫）も当地区内（大庄川田町）にある。
- 阪神バス（尼崎市内線）[注 4]
  - 市内南西部各停留所。地区内の該当路系統30番・43番・47番・47-2番・49番・50番・50-2番・50-4番・60番・85番・90番。立花駅や出屋敷、武庫川（武庫川駅南側）、阪神尼崎駅、関西労災病院などに発着。

### 道路
- 国道2号（阪神国道）
- 国道43号（第二阪神国道）

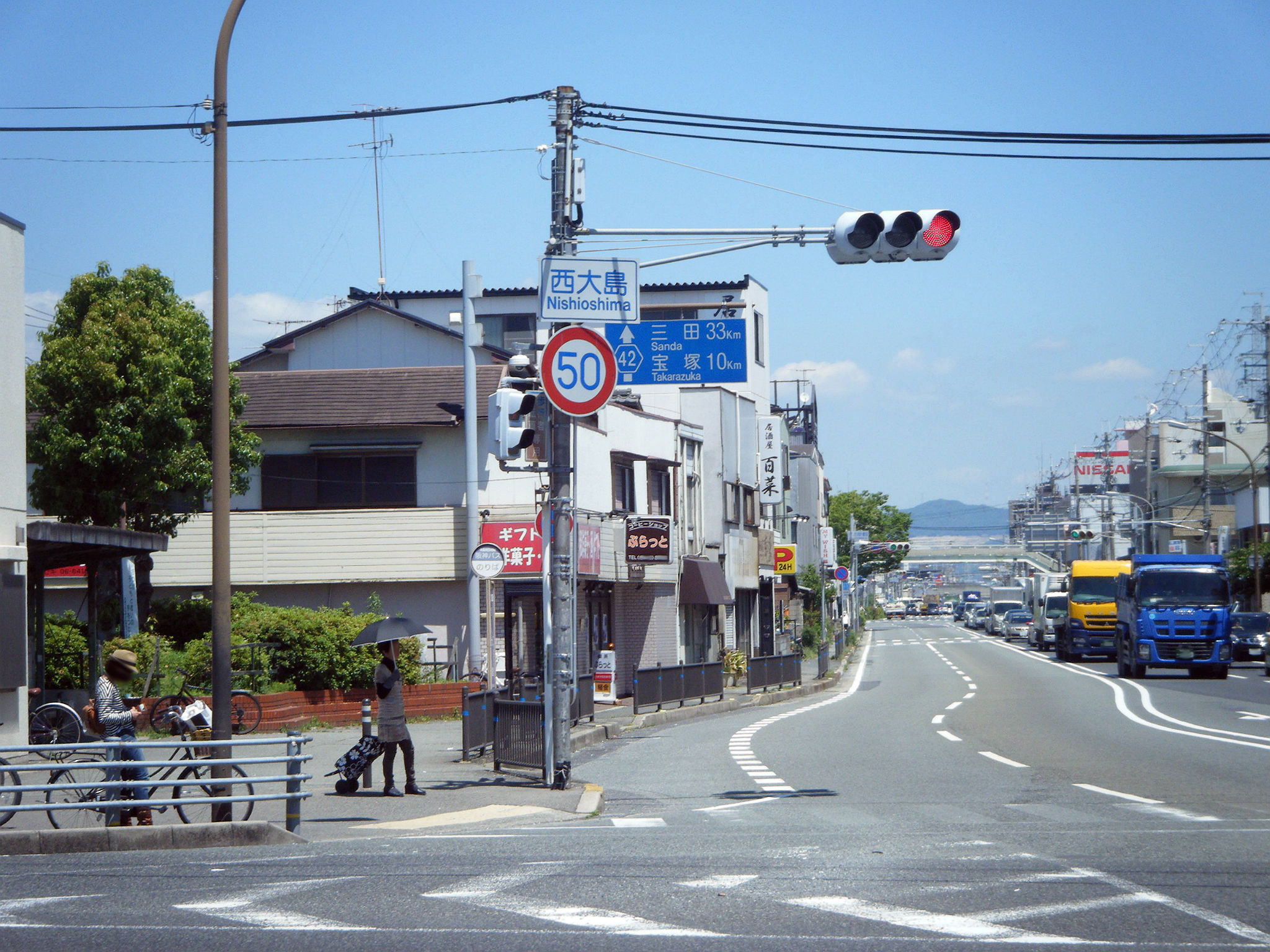
西大島交差点　国道2号と尼宝線（画像右）が交差する。

- 阪神高速道路3号神戸線（国道43号上に併設）
- 阪神高速道路5号湾岸線
- 兵庫県道42号尼崎宝塚線（尼宝線の西大島以北）
- 兵庫県道192号尼崎港崇徳院線（尼宝線の西大島以南）
- 琴浦通り（旧国道）
- 道意線
- 橘通り

## 公的機関

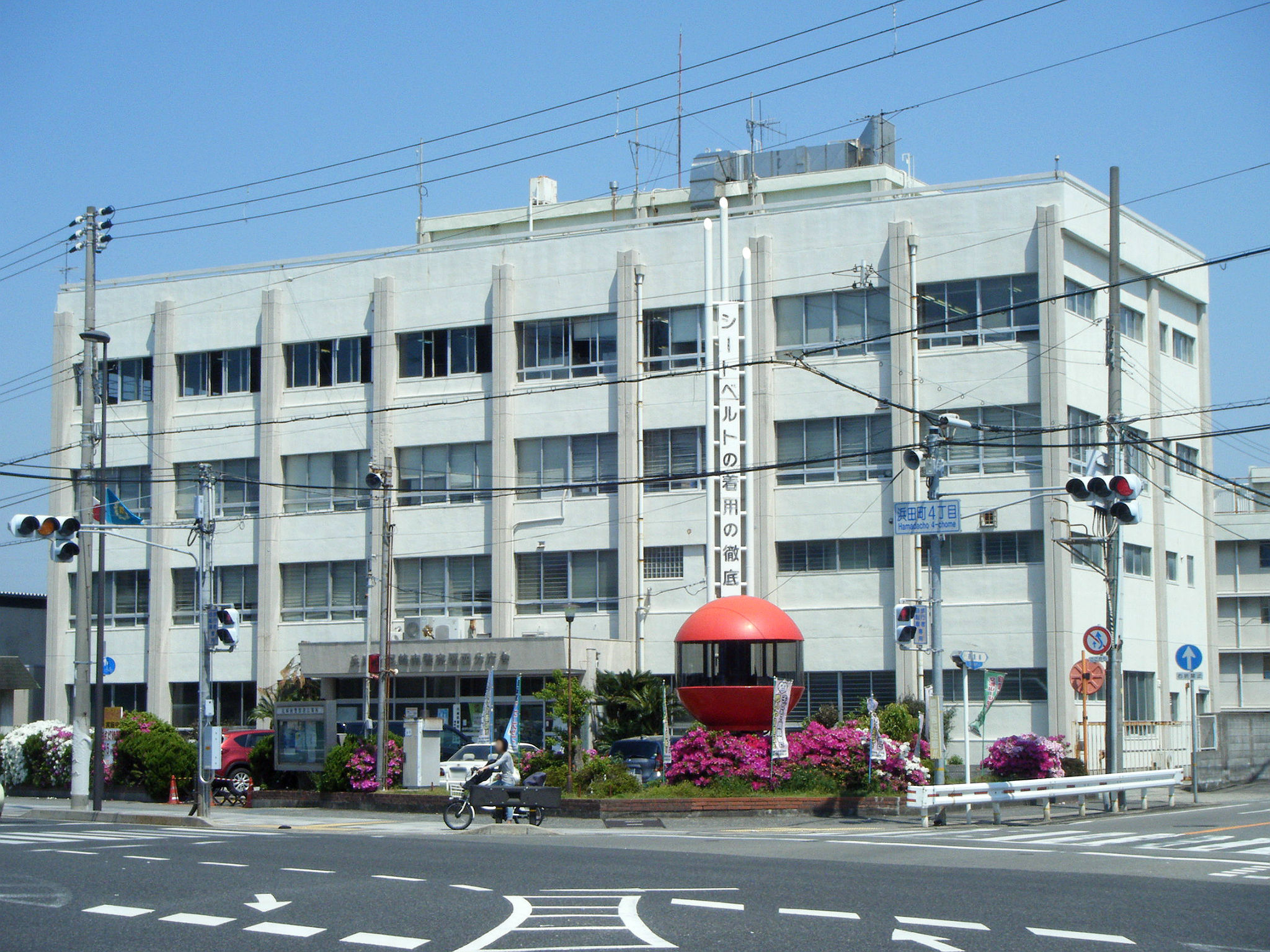
尼崎南警察署西分庁舎

- 尼崎市役所尼崎市立大庄北生涯学習プラザ - 大島3丁目9-25
- 兵庫県尼崎港管理事務所 - 道意町7丁目21
尼崎21世紀の森や尼崎運河再生プロジェクトを推進している。
- 尼崎南警察署西分庁舎 - 浜田町4丁目45
- 尼崎市西消防署 - 大庄北3丁目30-20
  - 西消防署大庄出張所 - 元浜町1丁目25-3

## 教育

### 高等学校
- 兵庫県立尼崎西高等学校

### 中学校
- 尼崎市立
  - 大庄中学校（旧大庄東中学校・大庄西中学校・啓明中学校）
  - 大庄北中学校

### 小学校
- 尼崎市立
  - 大庄小学校
  - 成文小学校
  - 成徳小学校
  - わかば西小学校（旧若葉小学校・西小学校）
  - 大島小学校
  - 浜田小学校

## 文化施設・公園等

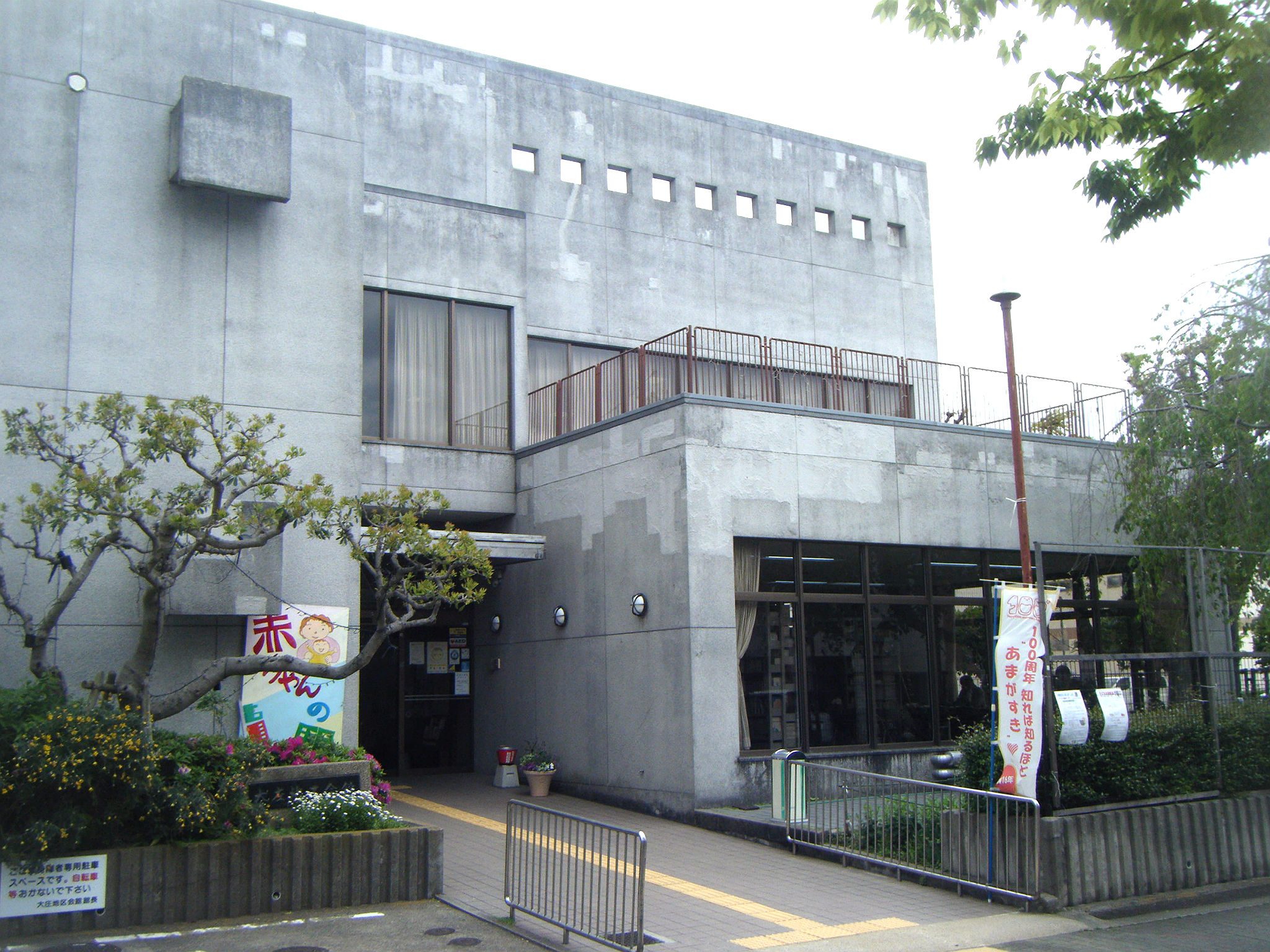
大庄地区会館

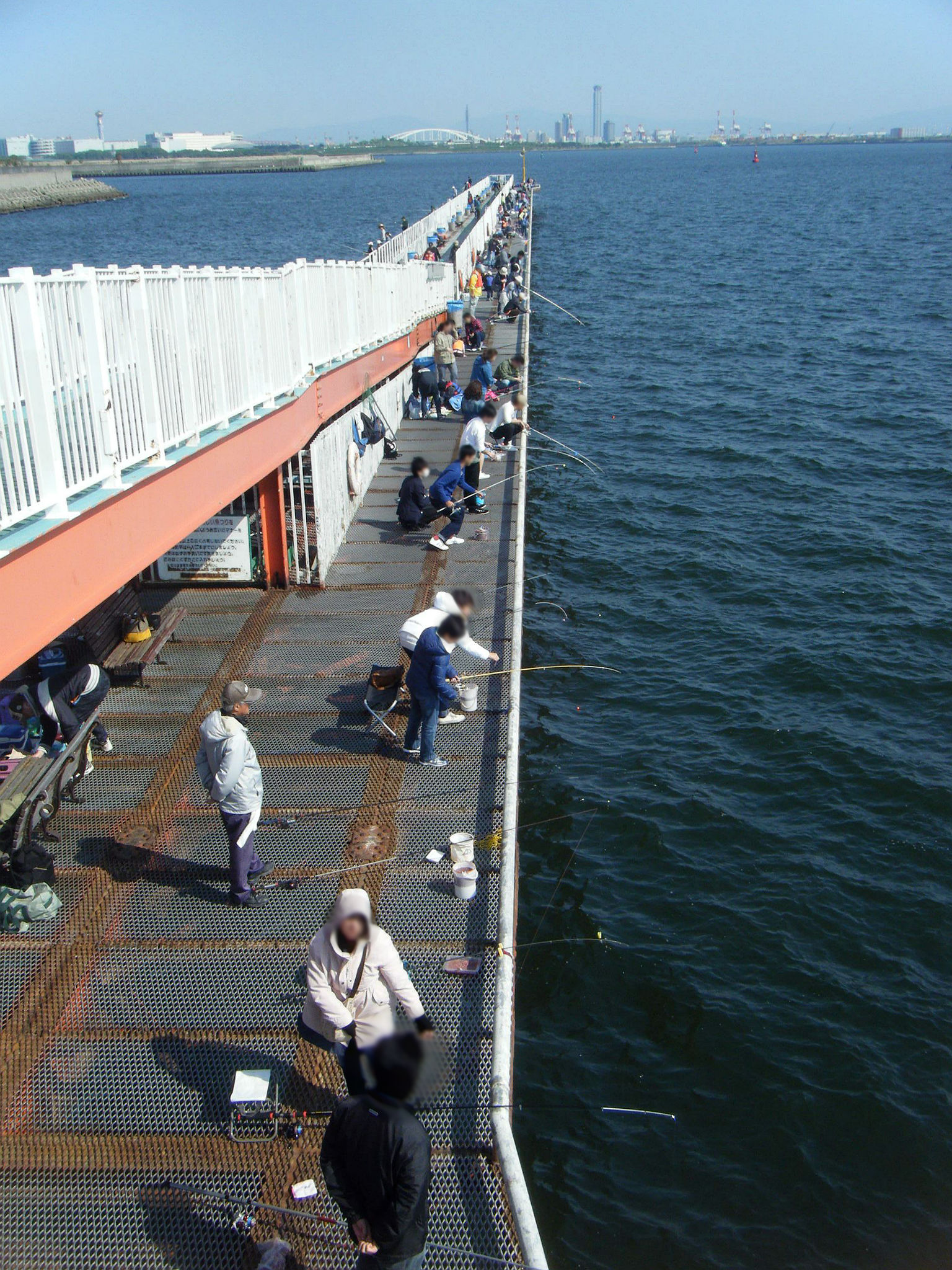
魚つり公園

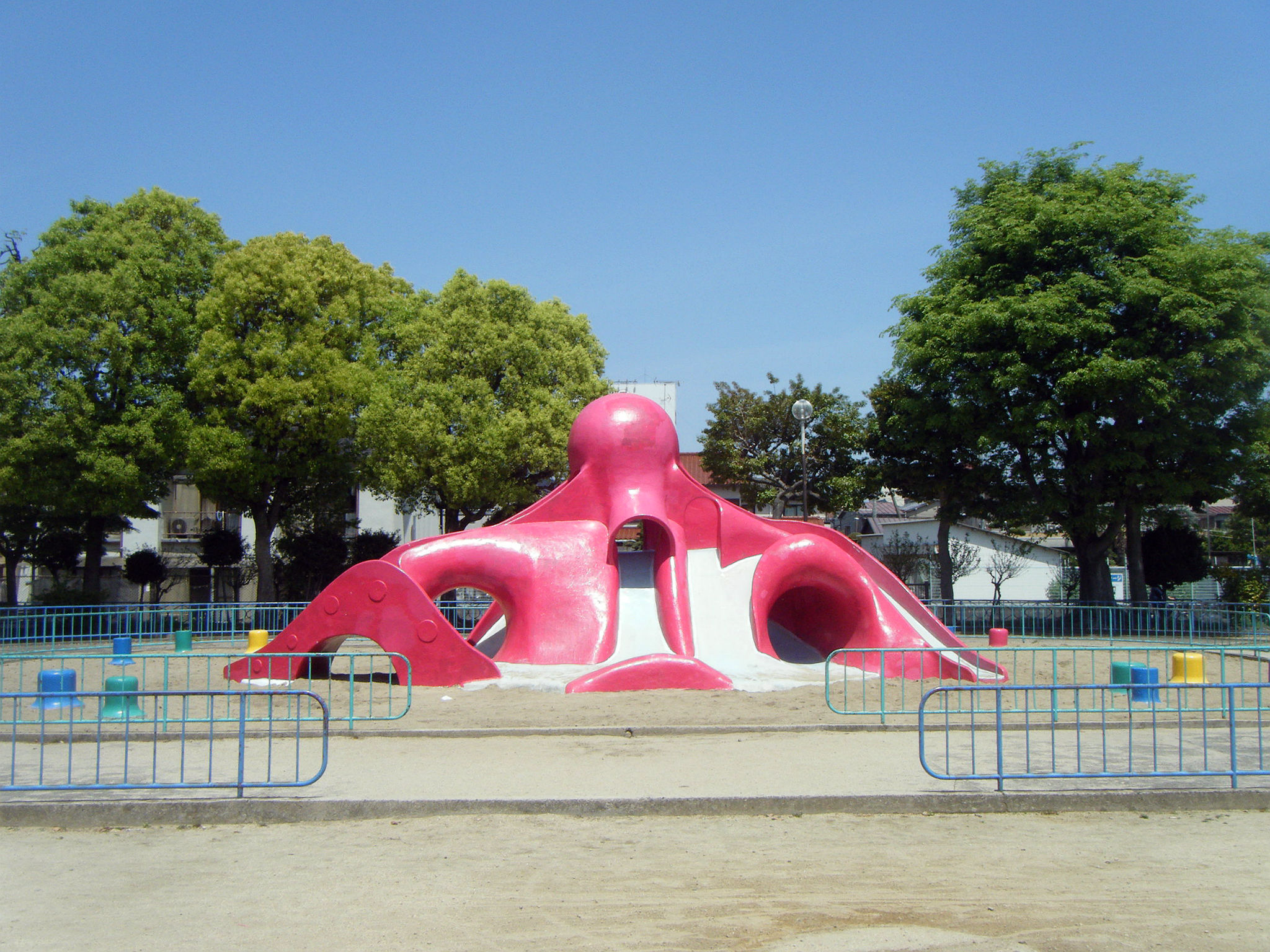
南の口公園

### 文化施設
- 大庄地区会館
- 尼崎市立大庄南生涯学習プラザ
  - 大庄南分館
  - 稲葉荘分館
- 地域総合センター今北（旧今北総合センター）

### 体育・競技施設
- 尼崎スポーツの森 - 尼崎の森中央緑地内にある複合スポーツ施設。
- 尼崎市立魚つり公園 - 釣り場の他、軟式野球場や多目的運動広場も併設されている。
- 大庄体育館
- サンランド武庫川 - ゴルフ練習場、テニスコートがある。
- 尼崎競艇場

### 公園・緑地
- 尼崎の森中央緑地 - 尼崎21世紀の森構想の中心拠点となる県立公園。
尼崎21世紀の森構想は、市内の国道43号以南約1,000haを対象区域として進められている兵庫県の緑化計画。当地区南部が構想地区に属している。
- 元浜緑地
- 下稲葉公園
- 浜田公園
- 南の口公園 - 市民プール（2007年閉鎖）の建物が残存している[3]。
- 大庄公園
- 蓬川公園
- 水明公園
- 道意公園
- 春日公園
- 大庄烏帽子子供広場
- 口の開公園

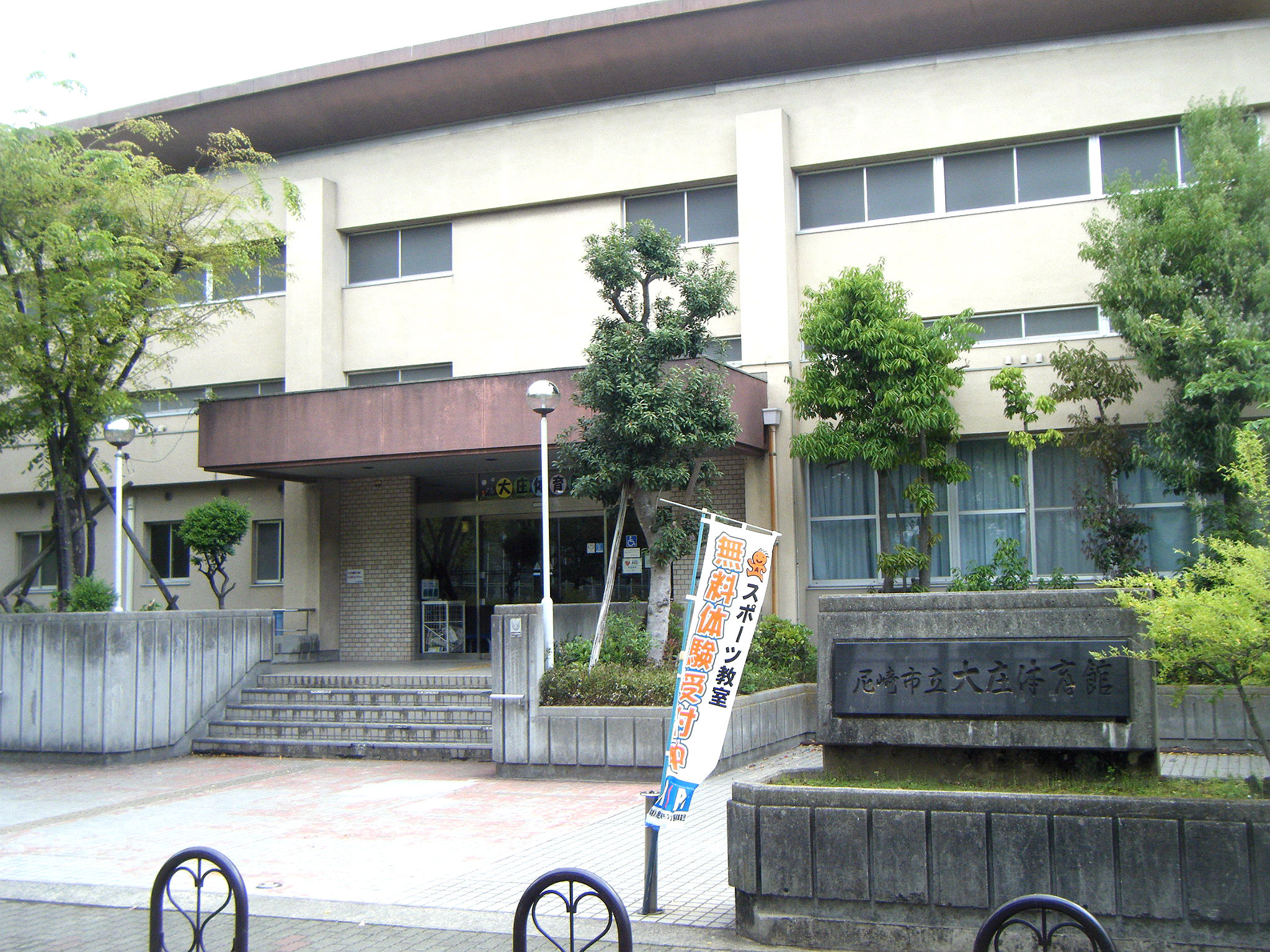
大庄体育館
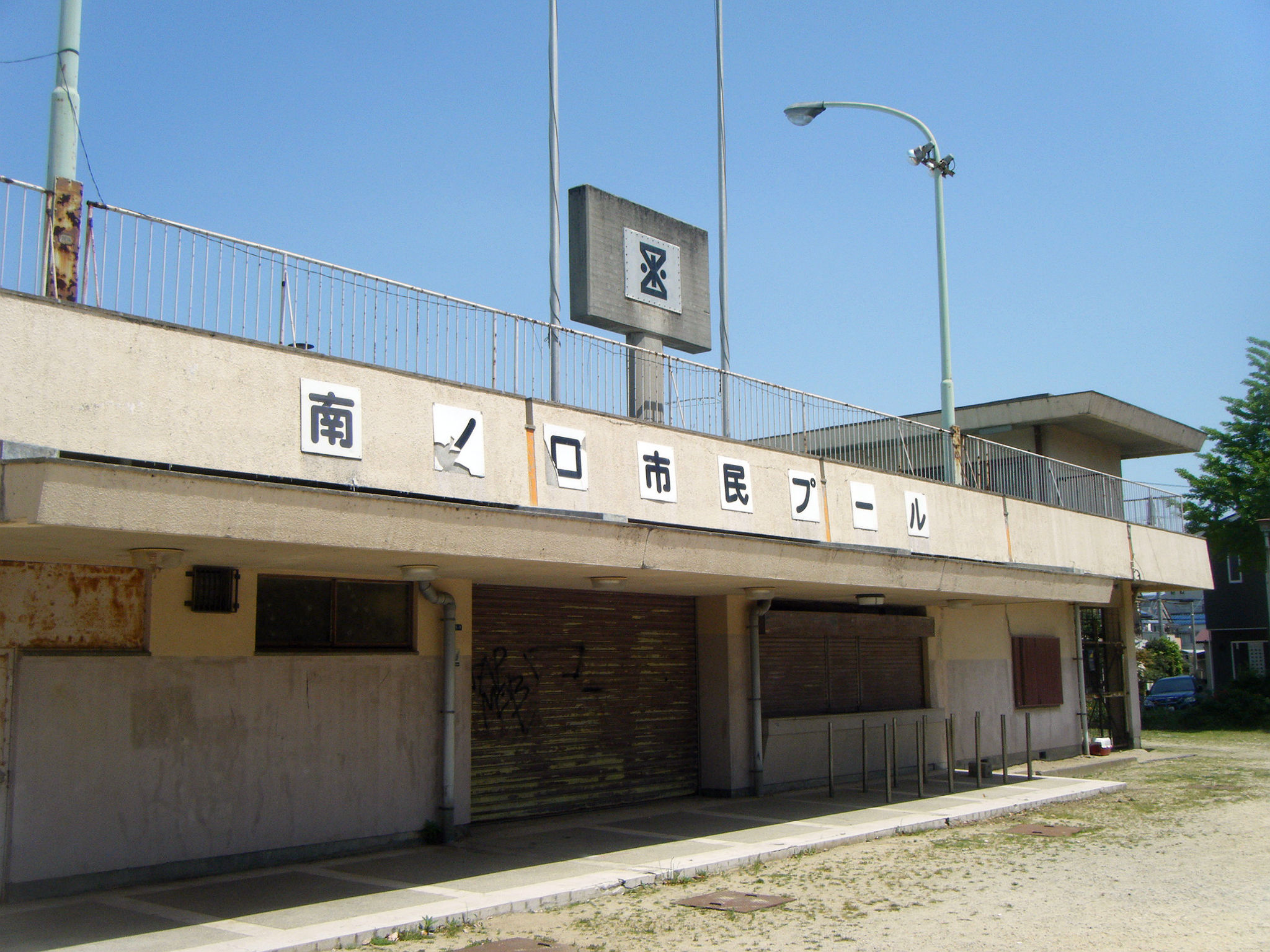
南の口公園市民プール（閉鎖後）

## 史跡・文化財

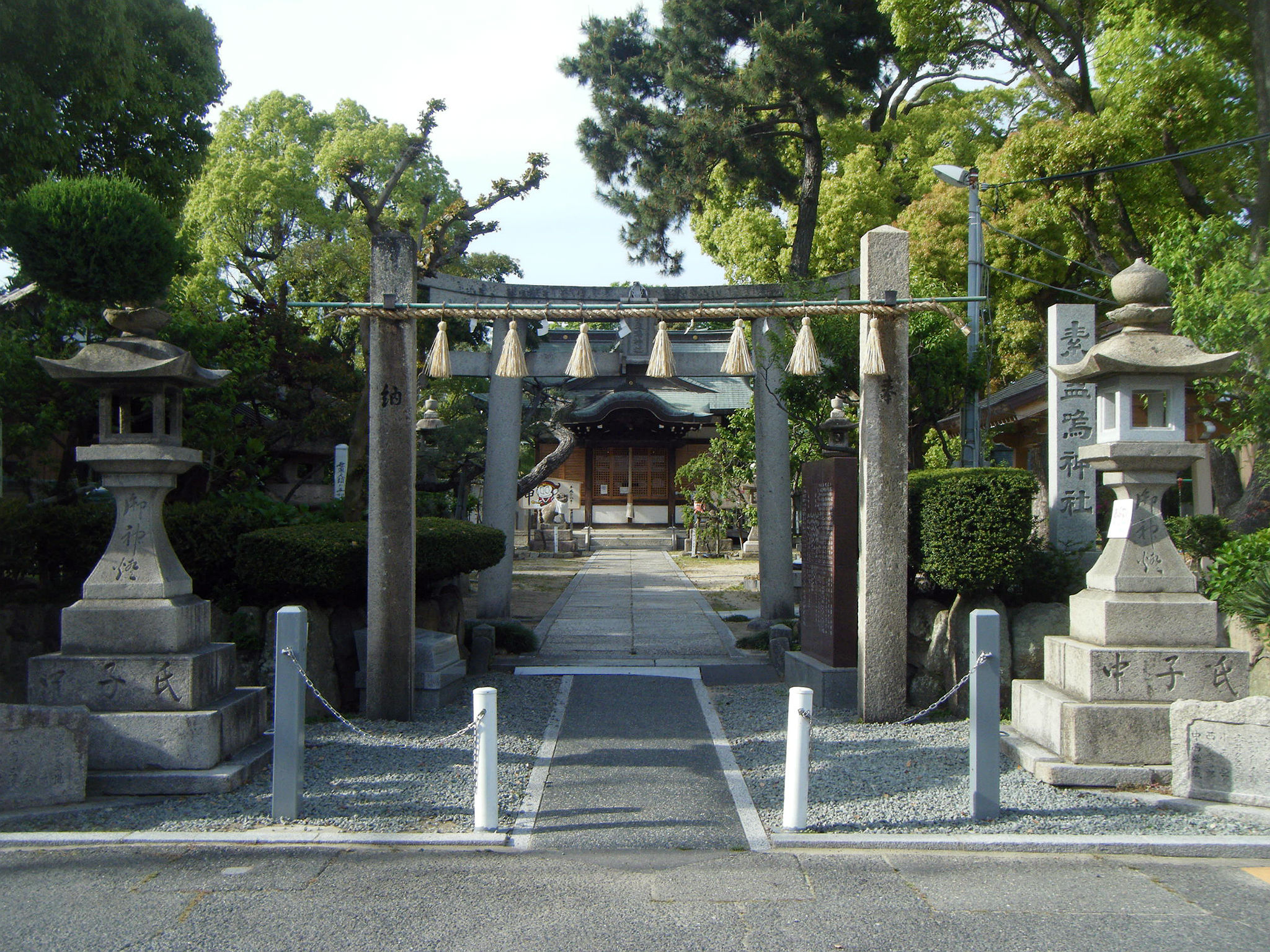
素盞嗚神社（大庄西町一丁目41-25）

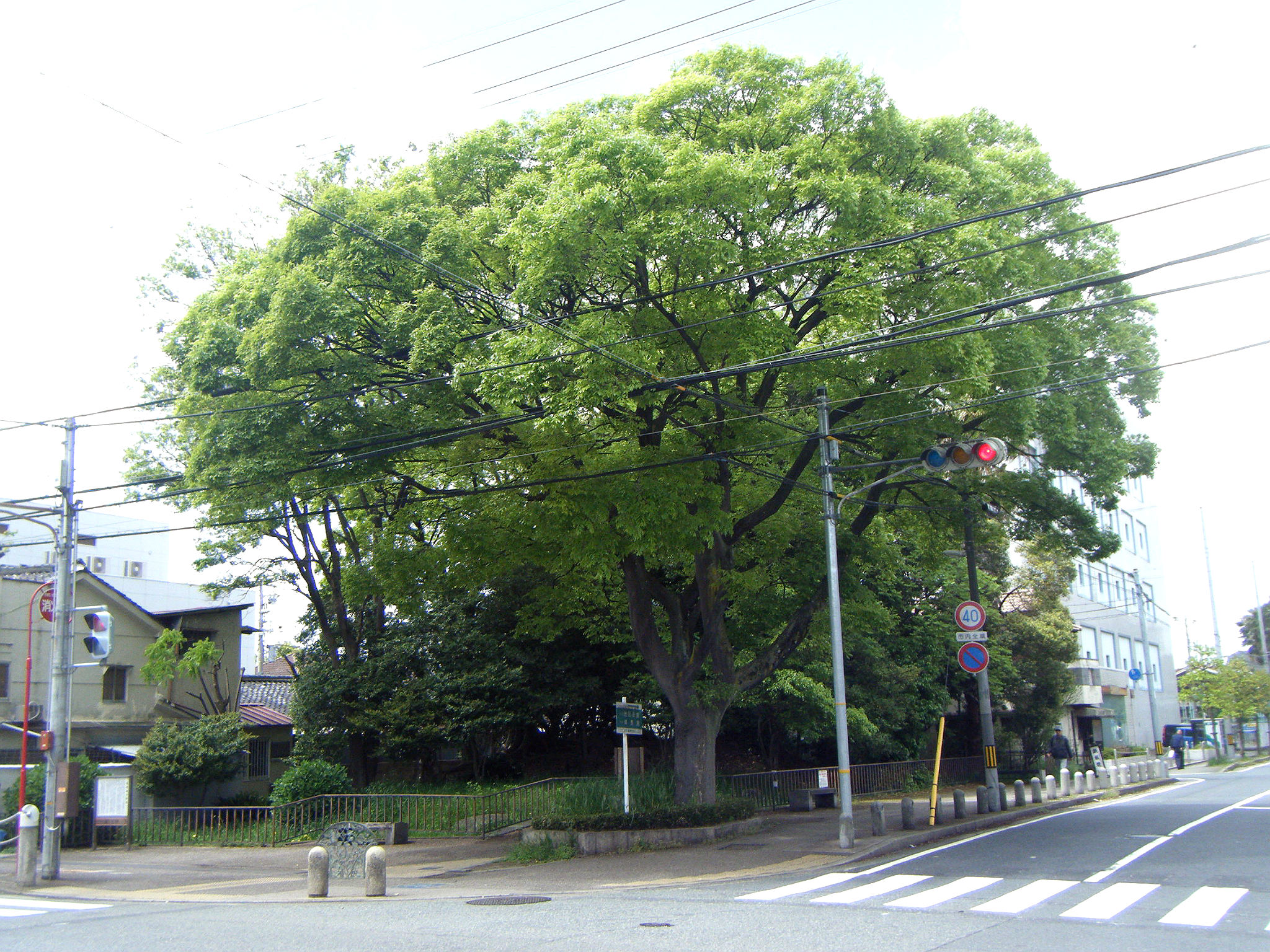
菜切塚

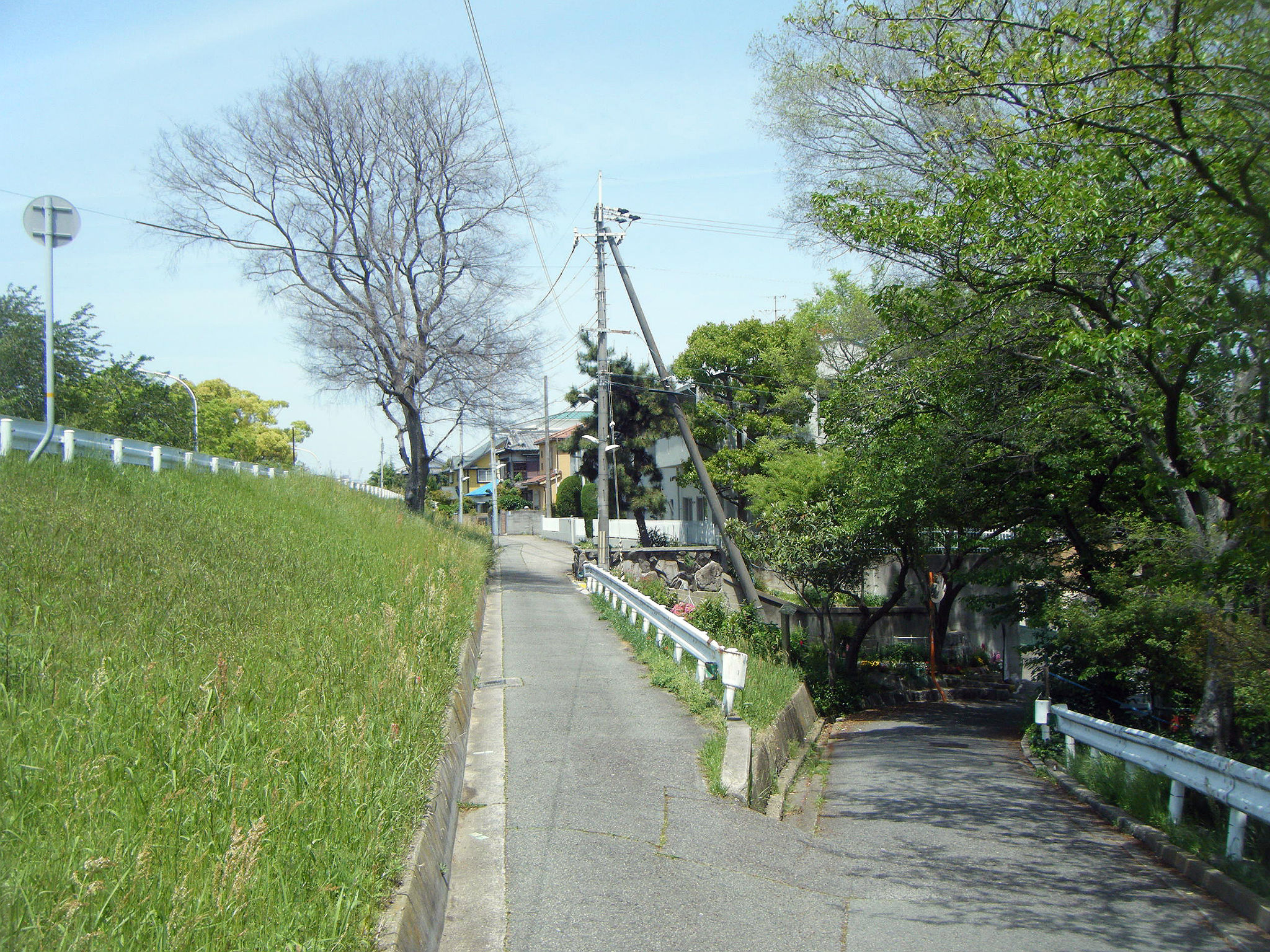
雉ガ坂伝説地　奥の民家が建ち並ぶ辺りにあったとされる。

### 神社・仏閣
- 大島神社
- 琴浦神社
- 松原神社
- 素盞嗚神社 - 市内にはスサノオを祀る同名（同音）の神社が多数ある。
- 楠霊神社
- 道意神社
- 興禅寺 - 栄西禅師ゆかりの禅宗の古刹、興禅護国論が有名。
- 浄専寺

### 建築
- 尼崎市立大庄南生涯学習プラザ- 旧大庄村役場。村野藤吾設計、国の登録有形文化財。

### 地理・地形等
- 菜切塚（菜切山） - 武内宿禰の墳墓と伝承された旨の案内板が建てられている。
- 雉ガ坂（伝説地）
安土桃山時代、本能寺の変の後、毛利攻め（中国攻め）からとって返した羽柴秀吉軍を、明智勢が武庫川河畔の中国街道の渡し場であったこの地で待ち伏せたとされる。秀吉勢がまさに川を渡ろうとしたとき、雉の群れが飛び立ったことで明智勢の待ち伏せが発覚し、秀吉軍は難を逃れることができた、という伝説の地である（史実としては認められていない）[4]。
- 大庄村道路元標 - 尼崎市立大庄小学校の西門入門後すぐ目の前に石碑が建っている。
- 武庫川氾濫なごりの小山[要出典]

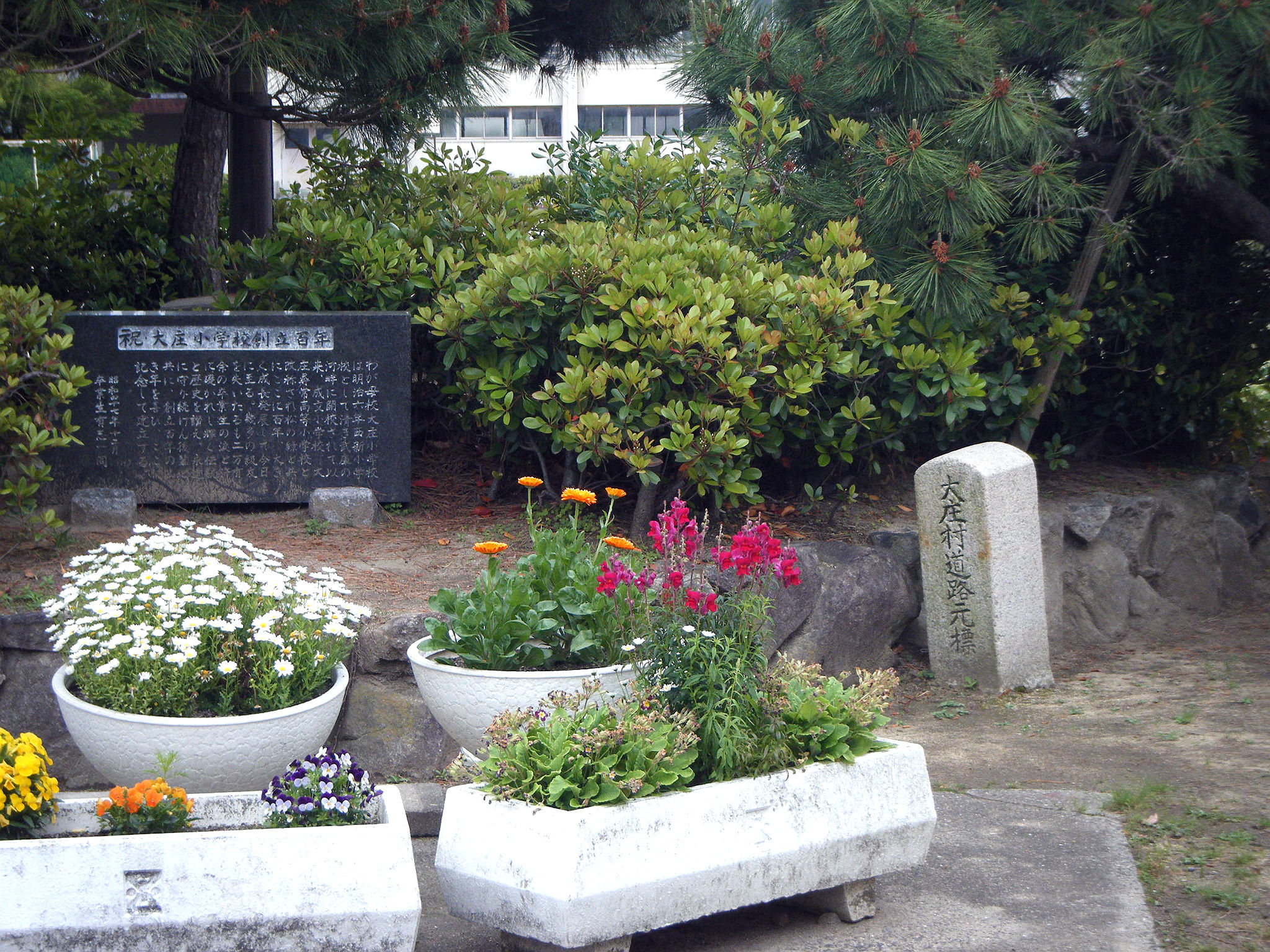
大庄村道路元標